# Love Thy Woman
 (octobre 2020).
- Si vous ne connaissez pas le sujet, laissez ce bandeau (vous pouvez alors contacter les auteurs).
- Si vous supprimez le contenu mis en cause (vous pouvez préalablement contacter les auteurs),

argumentez précisément cette suppression dans la page de discussion
(un manque de référence n'est pas un argument ; une recherche réelle de référence doit avoir été effectuée, être formellement documentée).
 (avril 2020).
Si vous disposez d'ouvrages ou d'articles de référence ou si vous connaissez des sites web de qualité traitant du thème abordé ici, merci de compléter l'article en donnant les références utiles à sa vérifiabilité et en les liant à la section « Notes et références ».
Guerre de femmes  est une série télévisée dramatique philippine de 2020 diffusée par Kapamilya Channel. Réalisé par Jeffrey Jeturian et Jerry Lopez Sineneng, elle met en vedette Kim Chiu, Yam Concepcion, Xian Lim, Eula Valdez, Sunshine Cruz, Zsa Zsa Padilla, Ruffa Gutierrez et Christopher de Leon. En Afrique, elle est diffusée sur Startimes Novela Fplus.

## Synopsis
Dana et Jia sont des demi-sœurs mi-chinoises, mi-philippines, décentes, préparées pour travailler et diriger un jour l'entreprise immobilière que leur père a créée. Malgré leurs éducations différentes, elles ont toutes les deux grandi avec du charme et de l'intelligence... Jia a obtenu son diplôme en architecture d'intérieur dans une université locale, tandis que Dana a terminé ses études d'architecture en Californie où elle est tombée amoureuse d'un compatriote chinois, David. Cette rencontre a rapidement conduit à un grand mariage entre les deux familles, mais se termine malheureusement par un tragique accident de voiture, plongeant Dana dans un coma profond. Après près d'un an de tentatives infructueuses pour faire sortir Dana du coma, sa famille a pris la décision de mettre fin rapidement à ses souffrances. De leurs côtés, Jia et David ont noué une amitié improbable qui s'est finalement transformée en amour.Mais quel avenir attend les deux alors que des valeurs morales et un miracle inattendu (le réveil de Dana) compliquent leur liaison interdite ?

## Distribution
Saison 1
- Kim Chiu as Jia E. Wong
- Yam Concepcion as Dana G. Wong-Chao
- Xian Lim as David Chao
- Eula Valdez as Lucy Gongsu-Wong
- Sunshine Cruz as Rebecca "Kai" Estrella
- Zsa Zsa Padilla as Helen Chao
- Ruffa Gutierrez as Amanda del Mundo
- Christopher de Leon as Adam Wong